# Complexe Desjardins
El Complexe Desjardins es un conjunto de rascacielos situado en Montreal (Canadá). Toma su nombre de la corporación cuyas oficinas alberga el complejo: las Cooperativas de crédito Desjardins. Se construyó en 1976. Junto con el Complexe Desjardins de Lévis, donde se ubica la sede social, es el edificio principal de las Cooperativas de crédito Desjardins.
La torre sur mide 152 metros, con 40 pisos, y constituye el 8.º edificio más alto de la ciudad. Su torre este, con 130 metros y 32 pisos, el 13.º edificio más alto de Montreal. Su torre norte, con 108 metros y 28 pisos, es la 28.ª más alta de la ciudad quebequesa.
Está ubicado en el barrio de Sainte-Marie del distrito Ville-Marie, en Montreal. Está conectado a la ciudad subterránea y a dos estaciones de metro. Su creador es el urbanista Jean-Claude La Haye

## Imágenes

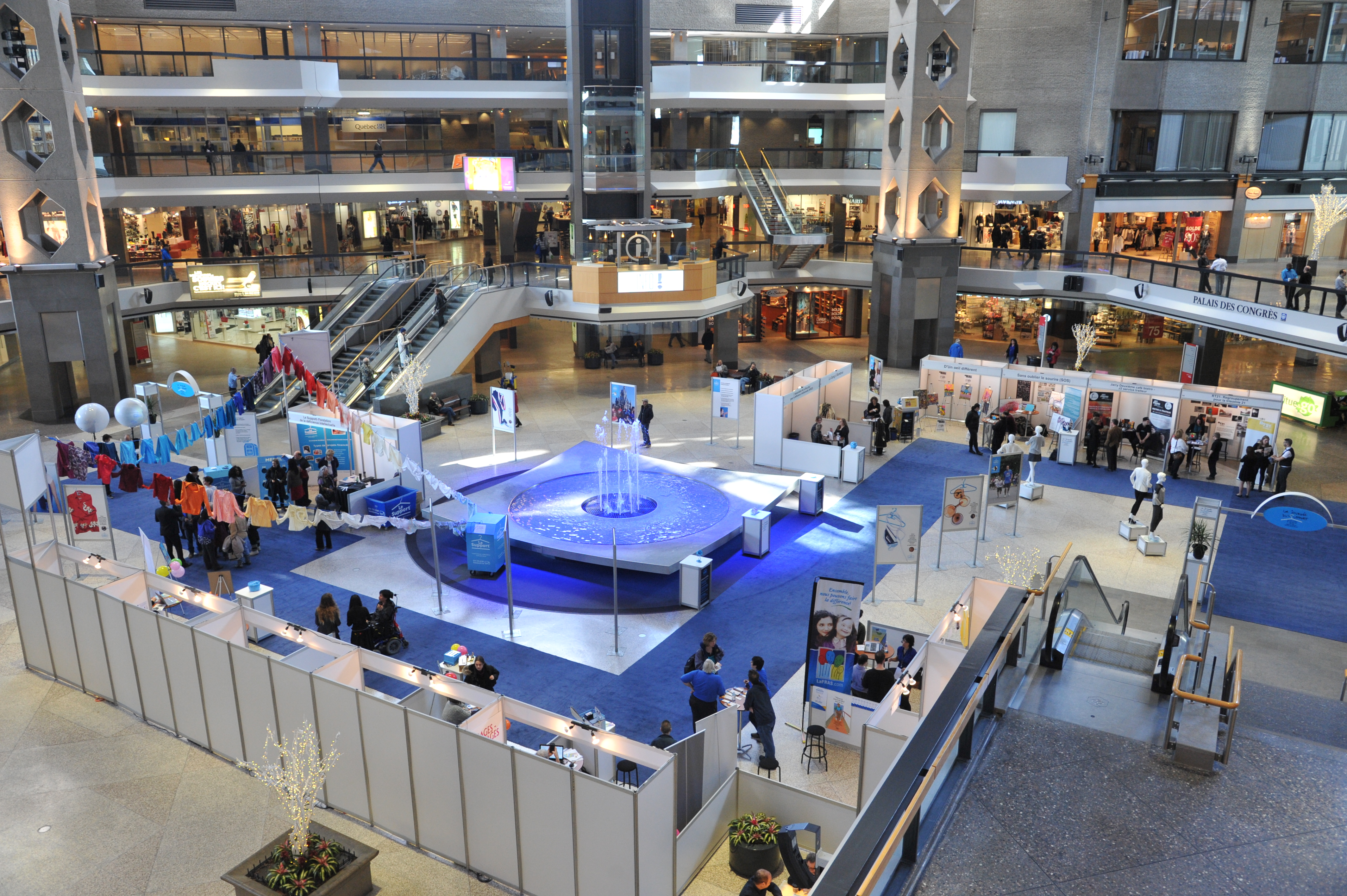
Evento en la Grand Place del complexe Desjardins
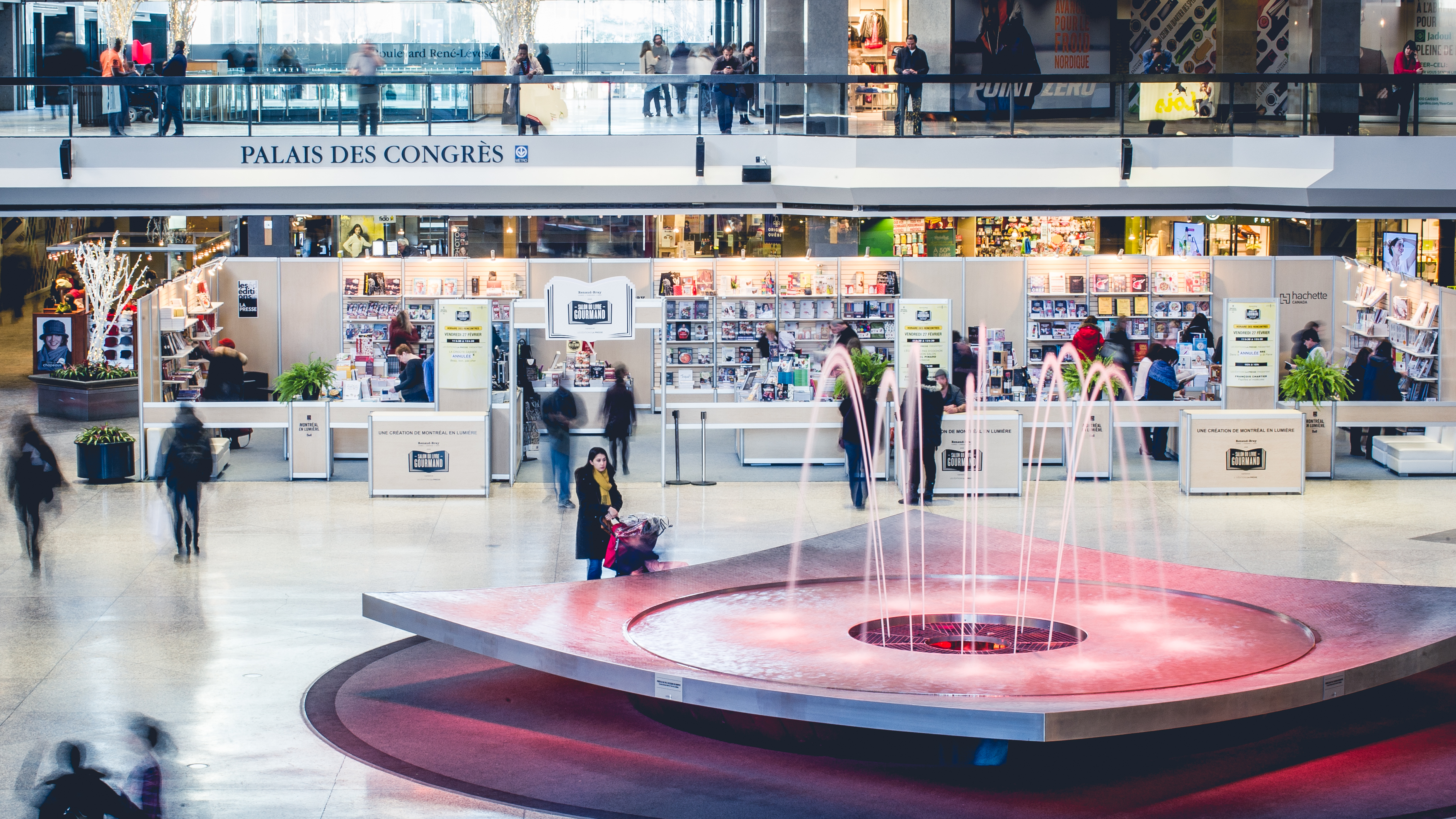
Complexe Desjardins durante el salón del libro gourmand
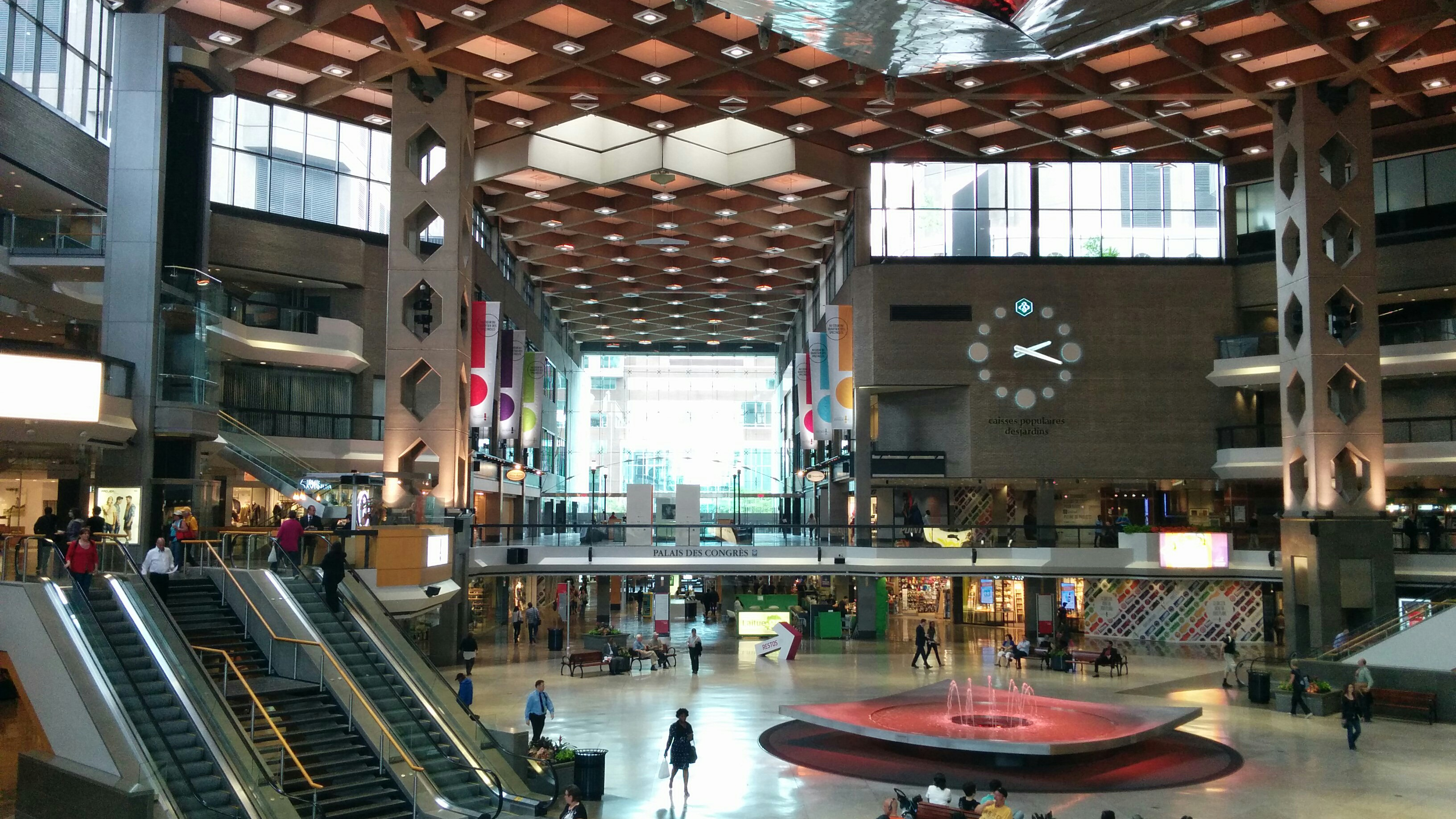
Interior del centro comercial
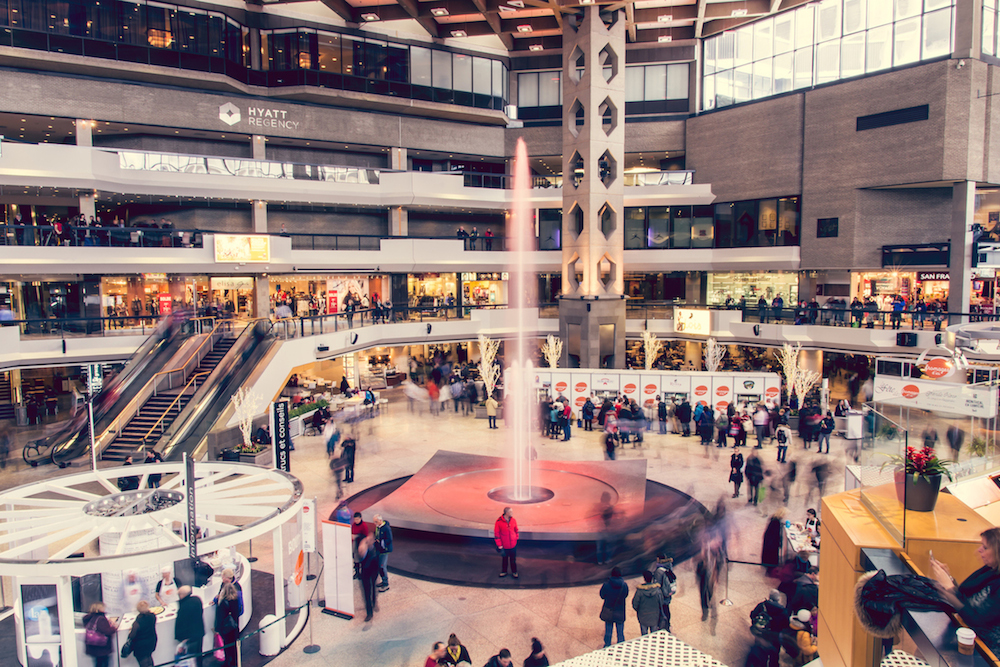
Interior del complexe Desjardins durante el festival Montréal en Lumière